# موزه هنرهای معاصر لس آنجلس
موزه هنرهای معاصر لس آنجلس (انگلیسی: Museum of Contemporary Art, Los Angeles؛ مخفف: MOCA) یک موزه هنرهای معاصر است که در دو مکان در لس آنجلس قرار دارد، بخش اصلی آن در داون‌تاون لس آنجلس در نزدیکی تالار کنسرت والت دیزنی است.
تمرکز این موزه بر نمایش آثار هنرهای معاصر خلق شده بعد از ۱۹۴۰ است.